# Chafik Sarsar
Chafik Sarsar (arabe : شفيق صرصار), de son nom complet Mohamed Chafik Sarsar, né le 8 janvier 1966 à Tunis,, est un juriste et universitaire tunisien, spécialiste de droit public. 
Il est élu le 9 janvier 2014 à la tête de l'Instance supérieure indépendante pour les élections par l'assemblée constituante. Le 9 mai 2017, il annonce sa démission.

## Biographie
Il est titulaire d'un diplôme d'études approfondies en droit public intérieur obtenu en 1990, d'un diplôme de la Fondation universitaire Kurt Bösch obtenu en 2007 et d'un doctorat d'État en droit public obtenu en 2008.
Maître de conférences agrégé puis professeur à la faculté de droit et des sciences politiques de Tunis, par ailleurs professeur à l'Institut supérieur de la magistrature, il est nommé à divers postes de l'université de Tunis - El Manar, dirigeant notamment son département des sciences politiques. Il est par ailleurs membre de la Haute instance pour la réalisation des objectifs de la révolution, de la réforme politique et de la transition démocratique, secrétaire général de l'Association des recherches sur la transition démocratique, membre fondateur de l'Association arabe du droit constitutionnel et membre du comité scientifique de la Revue tunisienne de science politique.
Le 9 janvier 2014, il est élu à la tête de l'Instance supérieure indépendante pour les élections par l'assemblée constituante en remplacement de Kamel Jendoubi.
En 2016, il reçoit le prix de la Fédération internationale des systèmes électoraux.
Le 7 février 2017, il est élu président de l'Organisation des organes d'administration des élections arabes en marge des travaux de sa deuxième assemblée générale. Le 9 mai, il présente sa démission tout comme deux autres membres de l'instance à la suite de désaccords internes,.